# Afrikaanse muziek
De Afrikaanse muziekstijl is de muziek die door inheemse Afrikaanse volkeren al van generatie op generatie wordt overgedragen en tot vandaag de dag het continent kenmerkt. Ze heeft haar eigen evolutie en is zeer verschillend van andere muziekgenres. Ook bestaan er grote verschillen tussen Afrikaanse stijlen onderling.

## De Afrikaanse muziekstijl

### Opbouw
De Afrikaanse muziekstijl is zeer verschillend van de andere muziekstijlen. Bij de Afrikaanse muziek ligt de nadruk vooral op ritme (meestal trommel ritmes) en de muziek is niet gebonden aan regels. Terwijl bij de westerse muziek melodie en harmonie een belangrijke rol spelen. Westerse muziek gebruikt bijvoorbeeld vierkwartsmaten waar de Afrikaanse geen gebruik van maakt, wat Afrikaanse muziek in de oren van een westerse luisteraar vreemd kan doen klinken. De voorloper van de harmonie was de polyfonie en de Afrikaanse tegenhanger van de polyfonie is de polyritmiek: het tegelijkertijd voortbrengen van verschillende ritmen. Een ander verschil tussen polyfonie en ritme is dat polyfonie op een moment waarneembaar is en om een ritme te horen is er meer tijd nodig. Dit verklaart de herhalingen in Afrikaanse muziek. Maar in Afrikaanse muziek zit ook een melodie, al schenkt men er in Afrika minder aandacht aan dan aan het ritme. De melodie van Afrikaanse muziek verloopt meestal als volgt: In het begin is er een sterke stijging, gevolgd door een langzame melodiedaling zonder dat de toonsoort veranderd. Een van de meest gebruikte vormsoorten in de Afrikaanse muziek is antifonie. Hierbij zingen de solist en het koor afwisselend, waarbij de solist meestal improviseert. Soms komt er in Afrikaanse muziek ook meerstemmigheid voor, zij het in mindere mate.

### Polyritmiek en het sociale leven in Afrika
De Afrikaanse muziekstijl heeft ook een speciaal karakter van vraag-en-antwoord. Dit komt door de ver doorgedreven polyritmiek, waarbij door het tegelijkertijd voortbrengen van verschillende ritmen, ritmische lagen ontstaan die behoren tot een ingewikkeld geheel. Bij dit polyritmische geheel heeft iedere muzikant, danser en zelfs luisteraar een eigen plaats en dit verklaart het karakter van vraag en antwoord. Bij Afrikaanse songs is dit karakter vaker aanwezig middels een voorzanger en een koor dat de zinnen herhaalt, waarbij het koor niet zelden het publiek is. Zo bezien is Afrikaanse muziek spelen, erop dansen en ernaar luisteren een vorm van communiceren. Zelfs het sociale leven in Afrika is polyritmisch opgebouwd. Een moeder die haar kind in slaap wiegt, een gesprek, vrouwen die maniok stampen, mensen die dammen, bedienden achter hun computer: in Afrika gaat dit vaak gepaard met polyritmiek. Hierin wordt de samenhang van iedereen met elkaar en van alles benadrukt. Ook bij muzikale gebeurtenissen is de samenhang met de sociale situatie het belangrijkste; het doel van Afrikaanse muziek is de deelname van zo veel mogelijk mensen.
In Afrika wordt muziek ook heel anders opgevat dan in Europa. In Afrika is muziek meestal geen uiting van individuele gevoelens of van geloofsovertuiging van de gemeenschap, maar een deel van het sociale leven en communicatie, de ritmen vormen als het ware de gemeenschap. In veel gevallen gebruikt men muziek in Afrika ook als middel voor het bestrijden van ziektes of voor het gunstig stemmen van de goden. Daarnaast bevordert muziek de interactie tussen mensen en geeft individuen een plaats in de gemeenschap. Ze houden van ritme en verschillende melodieën.

## Etnomusicologische indeling

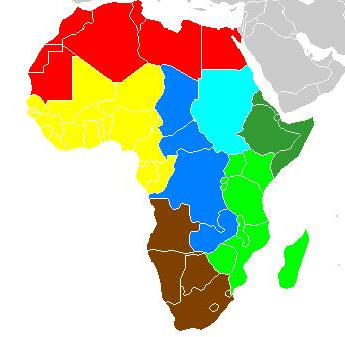
Etnomusicologische indeling.

Afrika is een zeer groot continent waardoor de muziekstijl verschilt van regio tot regio. Daarom heeft de Amerikaan A.P. Merriam in 1959 Afrika in 7 etnomusicologische regio’s ingedeeld waarbinnen men ongeveer dezelfde muziekstijl had.

### Zuidelijk Afrika
Zuidelijk Afrika werd in 1969 bestempeld als een gebied met ongeveer overal dezelfde muziekstijl. Door de jaren heen is dat altijd zo gebleven op een uitzondering na: Zuid-Afrika. Omdat Zuid-Afrika een multicultureel land is met een hogere HDI dan de rest van Afrika en omdat het vroeger een Nederlandse kolonie was en slaven importeerde vanuit het Oosten, komen er in Zuid-Afrika zeer veel verschillende muziekgenres (met soms nog Oosterse elementen) voor zoals rock, jazz, jungle, reggae, hiphop, gospel, klassiek, rap, Marabi, Kwela en Mbaqanga. Samen met de muziekgenres is ook de invloed van muziek en de levenswijze veranderd. In Zuid-Afrika bepaalt het ritme de manier van leven. Overal is er muziek: in winkels, cafés, restaurants, bij mensen thuis of gewoon op straat. Tegelijkertijd verdwijnen de plaatselijke, authentieke muziekgenres in Zuid-Afrika stilaan of worden ze vermengd met de nieuwe stijlen. Echter niet heel zuidelijk Afrika ondergaat deze muzikale veranderingen. Het overgrote deel van de regio bestaat nog steeds uit inheemse volkeren met hun eigen authentieke muziekstijlen. Enkele van die belangrijke volkeren zijn de San ('Bosjesmannen') en de Khoikhoi ('Hottentotten'). Zij hebben een muziekstijl waarbij de melodie steunt op reeksen bovenharmonische (harmonische boventonen) en waarbij ritme een zeer belangrijke rol speelt. Zij maken hun muziek door het produceren van vreemde 'klik'-geluiden ondersteund door handengeklap voor het benodigde ritme en door het gebruik van de schietboog, die als een soort harp wordt gebruikt. Tijdens de muziek wordt er dan gedanst of worden er verhalen verteld.

### Oost-Afrika
In Oost-Afrika speelt muziek, zoals in heel Afrika, een zeer belangrijke rol. Maar in oostelijk Afrika is muziek meer dan alleen muziek, het is een middel dat ingezet wordt om de wederopbouw van landen in de regio te ondersteunen. Zulke muziek wordt er Spectacles Coupées genoemd. Dit is een mengeling van traditionele muziek en dans en thema’s over ontwikkeling in Oost-Afrikaanse maatschappijen. Een van de belangrijkste groepen die Spectacles Coupées produceert is de Oegandese groep Ndere Troupe. In Oost-Afrika stimuleert deze band maatschappelijke ontwikkelingen, waaronder vredesdoelen. Maar de groep heeft ook al in verschillende andere landen opgetreden (zoals Nederland) waar het de zang- en dansspektakels van de belangrijkste stammen in Oeganda presenteert. Maar de Spectacles Coupées zijn niet het enige verschil met de rest van Afrika. De Oost-Afrikaanse muziek wordt ook gekenmerkt door de Arabische muziek, maar tegenwoordig vooral door de Indiase filmmuziek. Een voorbeeld van een Arabisch, Indiaas getinte muziekgenres in Oost-Afrika is de taraab (een mengeling van Arabische orkestmuziek, Indiase filmmuziek en Afrikaanse ritmes). Dit muziekgenre bevat naast Oost-Afrikaanse, Arabische en Indiase elementen ook nog eens Latijns-Amerikaanse elementen. Nog een van de populairste muziekgenres uit Oost-Afrika is de Keniaanse benga, dé hedendaagse dansmuziek voor Oost-Afrikanen. Deze stijl is niet Arabische of Indiaas, maar zuiver Oost-Afrikaans. Deze muziekstijl die in de jaren vijftig populair werd, wordt gekenmerkt door een diep basritme en kort aanhoudende, heldere gitaarpatronen. Bij dit muziekgenre is de traditionele wisselwerking tussen de instrumenten ook kenmerkend. Maar er zijn nog verschillen met de andere Afrikaanse muziekgenres. Naast de maatschappijgebonden muziek en de Arabische en Indiase elementen zijn de eigen trommelstijlen, de afwezigheid van ‘hot rhythm’ (hét kenmerk van Afrikaanse muziek) en de speciale, traditionele muziekinstrumenten zoals houten xylofoons en snaarinstrumenten gemaakt van uitgeholde kalebassen of kokosnoten, kenmerkend voor Oost-Afrikaanse muziek.

### De Hoorn
De Afrikaanse Hoorn ligt in de uiterste oostpunt van Afrika en heeft een muziek die gelijkt op die van (overig) Oost-Afrika. Toch is er een verschil: de invloeden van over de hele wereld die hun intrede maakten in de jaren zeventig. Door deze invloeden van over de hele wereld ontstonden er in de jaren zeventig en tachtig opzwepende muziekgenres zoals de Ethio-jazz en Ethio-funk, die men niet aantreft in Oost-Afrika. Dit zijn muziekgenres die ontstaan zijn uit de Amerikaanse psychedelic rock en Motown-soul, vermengd met de traditionele muziek uit de Hoorn. De kenmerken van deze Ethio-jazz en –funk zijn de aanwezigheid van de blazers (vooral trompetten), de elektrische en akoestische instrumenten (bijvoorbeeld synthesizers) en het accordeon naast de traditionele inheemse instrumenten zoals de beganna en de Krar. Ook de wat langere intervallen zijn kenmerkend voor deze muziekgenres. Op deze muziekstijlen werd natuurlijk ook gedanst. Er waren twee belangrijke dansstijlen voor deze swingende muziek: de ene werd in een cirkel gedanst en de andere in twee groepen. De beide dansen waren zoals alle Afrikaanse dansen zeer ritmisch. Een van de bekendste hedendaagse muziekgenres in de Hoorn is een mix van vele ingevoerde stijlen uit de jaren zeventig zoals Ethio-jazz en –funk met de authentieke muziek uit de Hoorn. Samen met het muziekgenre zijn ook de muziekinstrumenten en de dans veranderd. Tegenwoordig gebruikt men vaker de saxofoon als blaasinstrument en de rijkeren maken ook gebruik van het elektrische orgel, maar zoals bij de Ethio-jazz en –funk zijn de inheemse instrumenten nog altijd het meest vertegenwoordigd. Ook de dans is veranderd. Men danst meer de ekesta, een dans waarbij men het borstbeen ritmisch naar voren duwt en waarbij vooral de schouders soepel bewegen.

### Centraal-Afrika
Centraal-Afrika ligt van alle Afrikaanse landen het meest geïsoleerd. Dit heeft gevolgen gehad voor de muziek. Door deze isolatie is de ontwikkeling van een meer modernere muziekcultuur met invloeden van Afrikaanse en westerse muziek pas later op gang gekomen dan in de rest van Afrika. Tot omstreeks 1945 was de muziekstijl van de pygmeeën de belangrijkste. Deze muziekstijl wordt gekenmerkt door de herhalingen van melodische patronen en polyfonische harmonie. Pas na deze tijd ontstond vanuit Congo de zogeheten Congo pop, die veel invloed heeft gehad op de Afrikaanse (pop)muziek. Congo pop is de benaming voor de popgeoriënteerde klanken van veel bands uit landen als Congo, Kenia, Tanzania, Zambia en Angola. Uit deze Congo pop in combinatie met interculturele invloeden, vloeiden verschillende andere meer Westerse muziekstijlen die vandaag de dag nog steeds bestaan in Centraal-Afrika zoals westerse pop- en rockmuziek, soukous - de bekendste Congolese muziekstijl - en andere genres van afrobeat. Soukous is een mengeling van Afro-Cubaanse rumba en traditionele Congolese muziek. Soukous betekent schudden en wordt vooral gekenmerkt door wervelende gitaarpartijen, herhalende ritmes en sterk op het gevoel inwerkende harmonieën. Soukous heeft niet alleen in Afrika maar ook in de Westerse wereld ingang gevonden. De soukous heeft veel verschillende vertakkingen. Naast de soukous zijn Westerse pop- en rockgenres ook in zwang in Centraal-Afrika. Die zijn er gekomen omdat veel Centraal-Afrikaanse groepen (waaronder Papa Wemba, Kanda Bongo Man en Kofi Olomidé) naar het Westen reizen (vooral Parijs en Brussel) om een breder publiek op te bouwen. Op die manier kwam er een vermenging op gang tussen de traditionele Centraal-Afrikaanse muziek en de westerse muziek. In de jaren zeventig ontstond er een nieuw muziekgenre in Centraal-Afrika. Deze muziekstijl is voortgekomen uit de Congolese studentenwereld en wordt sterk beïnvloed door rockmuziek en ook wel door de soukous. De kenmerken ervan zijn het gebruik van de drums en gitaren. Naast deze bekendere Centraal-Afrikaanse muziekgenres zijn er ook nog iets minder bekende en meer traditionele muziekstijlen zoals de banda, waar polyritmiek centraal staat en waar men gebruikmaakt van houten trompetten en ongo’s (trompetten van antilopenhoorn).

### West-Afrika
In West-Afrika zijn de slaginstrumenten toonaangevend, veel meer dan in de rest van Afrika. Ook is de hot rhythm bijna altijd aanwezig, anders dan bij Oost-Afrikaanse muziek. Een van de belangrijkste muziekgenres in West-Afrika is highlife, een dansmuziek die eind 18e eeuw in Ghana ontstond uit een vermenging van Afrikaanse ritmes met Amerikaanse brassbandmuziek, meegebracht door West-Indische soldaten. Naast deze dancehallmuziek ontstonden er na de onafhankelijkheid varianten waarin de gitaar prominent is en waarin door zeelui meegebrachte accordeons worden gebruikt. Naast Ghana zijn de grote highlife-landen Sierra Leone en Nigeria.
Naast highlife zijn er andere belangrijke muziekstromingen in West-Afrika zoals jùjú (palm wine Music). Dit is een popvariant van de highlife. Jùjú ontstond begin jaren 1970 en werd vooral door de armere bevolking gespeeld. Ook afro-highlife, soms wel highlife-jazz genoemd, is een variant van highlife. Rond de jaren zeventig ontstond ook de moderne West-Afrikaanse muziek. De landen Guinee, Senegal en Mali droegen daartoe bij. Zij vermengden de oorspronkelijke highlife met de Latijns-Amerikaanse elementen waardoor de Afro Manding ontstond, die vooral bekend is in Gambia. De muziek evolueerde, wat een grote hoeveelheid varianten op de standaard highlife te zien gaf. Al deze varianten worden gevormd door de oorspronkelijke muziek die vermengd wordt met funk, pop, blues, Spaanse en Portugese creoolse gezangen, Amerikaanse jazz. Zo ontstonden er muziekgenres zoals Malinese griot. Een ander voorbeeld van bekende en recente versmeltingen is de Kameroenese makossa, een tussenvorm van Nigeriaanse-Congolese muziek (Congo-pop) en Ghanese highlife.
Deze smeltkroes van muziekculturen doet zich van alle Afrikaanse regio's het meeste voor in West-Afrika. In het algemeen lijken al deze varianten van highlife sterk op elkaar en hebben ze ongeveer dezelfde kenmerken: een snel gitaarspel en dansbare ritmes. Vaak lijken al de varianten net als highlife sterk op de Congolese soukous. In het Westen heeft highlife ook voet aan de grond gekregen. Een mogelijk verklaring hiervoor is, buiten de vernieuwende en bewegende muziek, door de elektrische gitaar, die in het Westen zeer geliefd is. Voorbeelden van West-Afrikaanse muzikanten die onder meer in Europa optreden zijn E.K. Nyame, Osibisa en Prince Nico M'barga & Rocafil Jazz.

### Soedan
In Soedan overheerst voornamelijk de muziek uit Egypte. Er zijn bijna geen verschillen, op één groot verschil na. Bijna alle Soedanese liederen zijn in het Arabisch gezongen. Ook is Soedanese muziek een mengelkroes van vooral Arabische muziekgenres met Sub-Saharische elementen. Soedan ligt namelijk op de grens van Arabisch Afrika en Sub-Saharisch Afrika (deze grens situeert zich ergens in de woestijn) en daarom heeft men in 1959 Soedan als een aparte regio gezien.

### Noord-Afrika
Noord-Afrika wordt zoals Oost-Afrika en de Hoorn gekenmerkt door islamitische invloeden, al zijn deze invloeden in Noord-Afrika duidelijker dan in Oost-Afrika en de Hoorn. Naast de Arabische muziekcultuur is Noord-Afrikaanse muziek ook gekenmerkt door elementen uit de Moorse muziek en door westerse klanken die door de Franse en Engelse bezetters werden geïmporteerd. Traditionele muziekstijlen uit Marokko, Egypte, Libië en Algerije zijn de Gwana- en berbermuziek (een spirituele en rituele vorm van muziek die haar wortels heeft in de zwarte Afrikaanse slavernij) en de bedoeïenenmuziek (muzikale smeltkroes waarin Indiase, Iraanse, Spaanse en Marokkaanse elementen samenkomen, met veel ruimte voor improvisatie). Maar dit zijn de traditionele muziekgenres. De meest specifieke en herkenbare hedendaagse muziekstijl uit Noord-Afrika is de raï. Dit is een van oorsprong een Algerijns muziekgenre, dat nu in heel Noord-Afrika wordt gespeeld. Raï is ontstaan uit de oorspronkelijke muziek van herders die, ondersteund door trommels en fluit, kreten slaken. Raï kwam in de jaren zeventig tot volle ontwikkeling en vanaf de jaren tachtig werd de stijl ook sterk beïnvloed door de westerse muziek. Naast de raï is er ook nog de Egyptische Al jeel, die net als de raï voornamelijk op jongeren en ook een reactie is op de traditionele muziek. Het is inmiddels samen met de raï een muziekgenre dat het verzet van de jeugd tegen de autoriteiten symboliseert en gekenmerkt wordt door kritische teksten. Een bekend voorbeeld van hedendaagse Noord-Afrikaanse muziek is ‘Aicha’. Op dergelijke jongerenmuziek is echter ook kritiek gekomen. Deze heeft zich onder meer geuit in volksmuziek die gevoed wordt door religie en nationale trots. De maatschappijkritische teksten die hieruit voortkomen zijn soms dusdanig politiek beladen dat daar dan weer protest tegen ontstaat. Naast deze grotere muziekstromingen zijn er ook enkele kleinere genres zoals Noord-Afrikaanse reggae (vaak als dansmuziek), Noord-Afrikaanse rap (traditionele Arabische muziek met moderne rap).